# Euglossa iopoecila
Euglossa iopoecila är en biart som beskrevs av Dressler 1982. Euglossa iopoecila ingår i släktet Euglossa, tribus orkidébin, och familjen långtungebin. Inga underarter finns listade.